# 1932년 동계 올림픽 스피드스케이팅 남자 500m
미국 레이크플래시드에서 열린 1932년 동계 올림픽 스피드 스케이팅의 남자 500m 종목은 1932년 2월 4일에 진행됐다. 이 대회는 '팩 스타일 방식'으로 진행되었다. 이것은 북미에서 흔한 방식이었고, 미국과 캐나다 출신 선수들에게는 유럽 선수들보다 큰 이점이 되었다.

## 참가 국가
4개의 국가로부터 온 16명의 선수들이 참가했다.
| - 노르웨이 - 미국 |  | - 일본 - 캐나다 |

## 기록
이번 대회 이전에 다음과 같은 세계 기록과 올림픽 기록이 세워져 있었다.
| 종류        | 기록    | 선수            | 장소               | 시간            |
| ----------- | ------- | --------------- | ------------------ | --------------- |
| 세계 기록   | 42.6(*) | 클라스 툰베르그 | 장크트모리츠 (SUI) | 1931년 1월 31일 |
| 올림픽 기록 | 43.4    | 클라스 툰베르그 | 장크트모리츠 (SUI) | 1928년 2월 13일 |
| 올림픽 기록 | 43.4    | 베른트 에벤센   | 장크트모리츠 (SUI) | 1928년 2월 13일 |

(*) 기록은 해발 1000m 이상 고도에서 치러졌고, 자연적으로 얼려진 얼음 위에서 기록되었다. 

## 결과

### 예선

#### 1조
| 순위 | 선수                  | 기록 | 통과 |
| ---- | --------------------- | ---- | ---- |
| 1    | 프랑크 스택 (CAN)     | 44.3 | Q    |
| 2    | 잭 쉐어 (USA)         | 불명 | Q    |
| 3    | 이시하라 쇼조 (JPN)   | 불명 |      |
| 4    | 에를리 린보에 (NOR)   | 불명 |      |
| 5    | 가와무라 야스오 (JPN) | 불명 |      |

#### 2조
| 순위 | 선수                      | 기록 | 통과 |
| ---- | ------------------------- | ---- | ---- |
| 1    | 베른트 에벤센 (NOR)       | 45.3 | Q    |
| 2    | 윌리 로건 (CAN)           | 불명 | Q    |
| 3    | 레이몬드 머레이 (USA)     | 불명 |      |
| 4    | 기타니 도쿠오 (JPN)       | 불명 |      |
| 5    | 레오폴드 실베스트르 (CAN) | 불명 |      |

#### 3조
| 순위 | 선수                  | 기록 | 통과 |
| ---- | --------------------- | ---- | ---- |
| 1    | 알렉산더 허드 (CAN)   | 44.9 | Q    |
| 2    | 존 패럴 (USA)         | 불명 | Q    |
| 3    | 앨런 포츠 (USA)       | 불명 |      |
| 4    | 호콘 페데르센 (NOR)   | 불명 |      |
| 5    | 한스 엥네스탕겐 (NOR) | 불명 |      |
| 6    | 우루마 토메주 (JPN)   | 불명 |      |

### 결선
| 순위 | 선수                | 기록 |
| ---- | ------------------- | ---- |
| 1    | 잭 쉐어 (USA)       | 43.4 |
| 2    | 베른트 에벤센 (NOR) | 불명 |
| 3    | 알렉산더 허드 (CAN) | 불명 |
| 4    | 프랑크 스택 (CAN)   | 불명 |
| 5    | 윌리 로건 (CAN)     | 불명 |
| 6    | 존 패럴 (USA)       | 불명 |

## 메달 집계

### 메달리스트
| 종목      | 금             | 은                       | 동                     |
| --------- | -------------- | ------------------------ | ---------------------- |
| 남자 500m | 잭 쉐어 · 미국 | 베른트 에벤센 · 노르웨이 | 알렉산더 허드 · 캐나다 |

## 범례
|  | 세계 신기록                  |  |                   | 아프리카 신기록 |                      | Q | 예선 통과 |
|  | 올림픽 신기록                |  | 북아메리카 신기록 | DNS             | 경기를 시작하지 않음 |   |           |
|  |                              |  | 아시아 신기록     | DNF             | 경기를 마치지 않음   |   |           |
|  | 국가 신기록                  |  | 유럽 신기록       | DSQ             | 실격                 |   |           |
|  | 개인 최고 기록 (개인 신기록) |  | 오세아니아 신기록 | WD              | 기권                 |   |           |
|  | 시즌 최고 기록 (시즌 신기록) |  | 남아메리카 신기록 | NM              | 기록 없음            |   |           |

## 참조
- 올림픽 공식 리포트 보관됨 2008-04-10 - 웨이백 머신
- (폴란드어) Pawel, Wudarski (1999). “Wyniki Igrzysk Olimpijskich”. 2008년 10월 14일에 원본 문서에서 보존된 문서. 2006년 12월 17일에 확인함.